# Stépán Gábor
Stépán Gábor (Budapest, 1953. december 13. –) Széchenyi-díjas magyar gépészmérnök, egyetemi tanár, a Magyar Tudományos Akadémia rendes tagja. Kutatási területei az analitikus mechanika, a stabilitáselmélet és a nemlineáris rezgések. 2008-ban Budapesti Műszaki és Gazdaságtudományi Egyetem Gépészmérnöki Karának dékánjává választották.

## Életpályája
Az ELTE Apáczai Csere János Gyakorló Iskolájában érettségizett. 1973-ban kezdte meg egyetemi tanulmányait a Budapesti Műszaki Egyetem (BME) Gépészmérnöki Karán, ahol 1978-ban szerzett gépészmérnök diplomát. Egyetemi évei alatt a műszaki mechanikai tanszék demonstrátora, illetve 1976 és 1978 között részfoglalkozású kisegítő kutató volt az MTA Számítástechnikai és Automatizálási Kutatóintézetben (SZTAKI). Diplomájának megszerzése után két évig ösztöndíjas gyakornok volt a BME műszaki mechanikai tanszékén. Ezt követően egy évig a Csepel Művek Szerszámgépgyárának tervezőmérnöke volt. 1981-ben az MTA és a BME Műszaki Mechanikai Tanszéki Kutatócsoportjának tudományos munkatársa, majd 1986-ban tudományos főmunkatársa lett. 1991-ben átvették az egyetem műszaki mechanikai tanszékére, ahol egyetemi docensi beosztásban kezdett el dolgozni. 1994–1995-ben Fulbright-ösztöndíjjal kutatott az Egyesült Államokban. 1995-ben habilitált, majd megkapta egyetemi tanári és tanszékvezetői kinevezését. 2000 és 2009 között az MTA és a BME között Járművek és Gépek Dinamikája Kutatócsoport vezetője volt. 1997 és 2000 között Széchenyi professzori ösztöndíjjal kutatott. 2008-ban a Budapesti Műszaki és Gazdaságtudományi Egyetem Gépészmérnöki Karának dékánjává választották. Emellett számos külföldi egyetem vendégkutatója, vendégprofesszora volt: Newcastle-i Egyetem (1988–1989), Dán Műszaki Egyetem (Lyngby, 1991), Delfti Egyetem (Hollandia, 1992–1993), Bristoli Egyetem (1996), Pierre és Marie Curie Egyetem (Paris 6, Franciaország, 2007).
1982-ben védte meg a műszaki tudományok kandidátusi, 1994-ben akadémiai doktori értekezését. Az MTA Gépszerkezettani Bizottságának és a Szilárd Testek Mechanikája Bizottságnak lett tagja. 2001-ben megválasztották a Magyar Tudományos Akadémia levelező, 2007-ben rendes tagjává. 2000-ben az MTA Doktori Tanácsának tagja, 2008-ban a Műszaki Tudományok Osztálya elnökhelyettese lett. Emellett a Felügyelőbizottság és a Nemzetközi Kapcsolatok Bizottsága tagja. Akadémiai tisztségei mellett több tudományos társaság tevékenységében vesz részt: 1986-ban a Bolyai János Matematikai Társulat, 1990-ben a német Alkalmazott Matematikai és Mechanikai Társaság (Gesellschaft für angewandte Mathematik und Mechanik), 1992-ben a Society for Industrial and Applied Mathematics, 2000-ben az Euromech tagja lett. 1993 és 1994 között a Periodica Polytechnica című tudományos szakfolyóirat főszerkesztője volt. Emellett a Journal of Vibration and Control, a Journal of Nonlinear Science, a Journal of Computational and Applied Mechanics, a Philosophical Transactions of the Royal Society, a Mechanism and Machine Theory és a Physica D szerkesztőbizottságának tagja.

## Munkássága
Fő kutatási területei az analitikus mechanika, a stabilitáselmélet, a nemlineáris rezgések és a mechanikai rendszerek mozgásegyenletei.
Foglalkozott a differenciálegyenletek területén bifurkációelmélettel, a késleltetett differenciálegyenletek kérdéseivel és az ehhez kapcsolódó káoszelmélettel. Legfontosabb eredményeit a stabilitáselmélet területén érte el: kísérleteiben különböző szerszámgéprezgéseket figyelt meg. Hasonló rezgések meghatározóak az emberi egyensúlyozás, a robotok stabilitása, az erőszabályozás, valamint az instabil egyensúlyi helyzetek és mozgások stabilizálása esetében. A kerékmechanika területén a gördülő kerekek nemlineáris dinamikájával és az aktív és nemlineáris kerékfelfüggesztések problémájával foglalkozik. Az utóbbi években az úgynevezett fantom forgalmi dugók dinamikájának matematikai leírásával, keletkezésük előre jelzésével keltette fel a nemzetközi sajtó figyelmét is.
Több mint száztíz tudományos publikáció szerzője vagy társszerzője. Publikációit magyar és angol nyelven adja ki.

## Díjai, elismerései
- Rényi Kató-díj (1978)
- Fiatal Kutatói Díj (1988, MTA)
- Mestertanár (2001, Oktatási Minisztérium)
- Simonyi Károly mérnöki díj (2006)
- Széchenyi-díj (2011)
- Prima díj (2015)
- A Magyar Érdemrend középkeresztje (2018)[2]
- Bolyai-díj (2023)[3]

## Főbb publikációi
- Great Delay in a Predator Prey Model (1986)
- Retarded Dynamical Systems (1989)
- Micro-Chaos in Digitally Controlled Mechanical Systems (1994)
- Quasiperiodic Oscillations in Robot Dynamics (társszerző, 1995)
- Micro-Chaos in Digitally Controlled Machines (társszerző, 1996)
- Delay-Differential Equation Models for Machine Tool Chatter (1998)
- Delay, Nonlinear Oscillators and Shimmying Wheels (1998)
- Dynamics and Control of Mechanical Processing I–II. (társszerk., 1999, 2000)
- Modeling Non-Linear Regenerative Effects in Metal Cutting (2001)
- Semi-Discretization Method for Delayed Systems (társszerző, 2002)
- Multiple Chatter Frequencies in Milling Processes (társszerző, 2003)
- Criticality of Hopf Bifurcation in State-Dependent Delay Model of Turning Processes (társszerző, 2008)